# おおいなる神
「おおいなる神」 ("Awesome God") は1980年代後半のアメリカ合衆国でよく歌われたキリスト教のコンテンポラリー・ワーシップソングのひとつ。リッチ・マリンズ(Rich Mullins) の曲で、彼の作品では最も人気のあるもののひとつである。題名は聖書（ネヘミヤ記1章5節、ダニエル書9章32節、詩篇47篇、ダニエル書9章4節など）から採られたもので、"Awesome God" (ユダヤ出版協会版、"awesome" は「畏敬の念を起こさせる」"awe-inspiring" の意)、あるいは "great" （欽定訳聖書）など様々に訳される表現である。
多くのクリスチャン・バンドがスカからスウィング・ジャズ、さらにはロックや伝統的な礼拝様式など様々なスタイルでカバーしている。

## 作者の評価
モルンズはこの曲が、最も良い曲の一つであるとは考えなかった。1996年4月のライトハウス・エレクトリック・マガジンのインタビューで彼は、「つまり、おおいなる神は私の書いたものの中で、最悪のものの一つである、それは、ただ貧弱に作られただけである。しかし、時々曲の作者を過剰に意識する時に、メッセージは中級の乗り物になる。これは、すべての曲の作者がもっている誘惑である。偉大な作者は意味のある知恵の破片取る事ができる。これが、本との人々が応答することである。しかし、しかし、あなたが彼らにおうするのはわずかなことである。」

## 近年の用いられ方
多く教会は、この曲のコーラスの部分だけを、無伴奏かメロディーに乗せて歌う。
ドイツのラッパーのプリンツ・ピ（Prinz Pi）が大いなる神をサンプルとしてかれの曲の『Die Bomben schlafen』 (爆弾の眠り)で用いている。 この曲は、核戦争を皮肉った主題としてとることもできる。

## 日本では
今村ひろこが日本語に翻訳して、EXALT HIM!に収録されている。